# Турбин, Виктор Андреевич
Виктор Андреевич Турбин (1923—1944) — участник Великой Отечественной войны, командир стрелкового взвода 16-го стрелкового полка 102-й стрелковой дивизии, младший лейтенант. Герой Советского Союза.

## Биография
Турбин родился 9 ноября 1923 года в Боброве, русский.
Окончил семилетку. В армию был призван в 1941 году. На фронте — с января 1942 года. Начал солдатом, потом сержантом и в конце стал офицером в звании младший лейтенант, окончив Ульяновское военное пехотное училище.
Погиб в бою 18 августа 1944 года под Белостоком во время штурма вражеского укрепления. Похоронен в Польше (деревня Вильково Белостокского повята Подляского воеводства).

## Награды
- Звание Героя Советского Союза В. А. Турбину присвоено посмертно 24 марта 1945 года.
- Награждён орденом Ленина и медалями.

## Память
- В 1961 году в Боброве улица Набережная переименована в улицу Виктора Турбина.
- На доме, где родился и жил Турбин, установлена мемориальная доска[2].